# John Reid (giocatore di football americano)
John Earl Reid (Mont Laurel, 15 maggio 1996) è un giocatore di football americano statunitense che milita nel ruolo di cornerback per i Seattle Seahawks della National Football League (NFL).

## Carriera

### Houston Texans
Reid al college giocò a football a Penn State dal 2016 al 2019. Venne scelto nel corso del quarto giro (141º assoluto) del Draft NFL 2020 dagli Houston Texans. Debuttò come professionista nella gara del primo turno persa contro i Kansas City Chiefs mettendo a segno 5 tackle. La sua stagione da rookie si chiuse con 13 placcaggi e un passaggio deviato in 13 presenze.

### Seattle Seahawks
Il 24 agosto 2021 Reid fu scambiato con i Seattle Seahawks per una scelta del settimo giro del Draft 2022.